# Баджранг Пунія
Баджранг Пунія Кумар (англ. Bajrang Punia Kumar; нар. 26 лютого 1994, село Худан, округ Джхадджар, штат Хар'яна) — індійський борець вільного стилю, срібний та дворазовий бронзовий призер чемпіонатів світу, дворазовий чемпіон, триразовий срібний та дворазовий бронзовий призер чемпіонатів Азії, дворазовий чемпіон та срібний призер Азійських ігор, дворазовий чемпіон Співдружності, чемпіон та срібний призер Ігор Співдружності, бронзовий призер Азійських ігор, бронзовий призер Олімпійських ігор.

## Життєпис
Боротьбою займається з 2000 року. До занять спортом Баджранга заохотив його батько Балван Сінгх Пунія. Він народився в Джаджарі, але дитиною переїхав до Делі, де тренувався під керівництвом олімпійського медаліста Йогешвара Датта. Перемагав на чемпіонатах Азії 2010 та 2011 років серед кадетів. Був другим на чемпіонаті Азії 2012 року серед юніорів.
Закінчив Університет Махарші Даянанди в місті Рохтак. Тренер Сатпал Падамшрі.
У січні 2023 почалися протести індійських борців проти Бріджа Бхушана Шарана Сінгха — члена параменту від правлячої партії Бхаратія джаната парті, що одночасно очолював Федерацію боротьби Індії, якого звинувачули в сексуальних домаганнях до жінок-борців під час його перебування на посаді президента Федерації. В авангарді цих протестів були провідні борці Індії, серед яких: Баджранг Кумар, Сакші Малік і Вінеш Фогат. Протестувальники вимагали не допускати до виборів президента Федерації боротьби помічників Бріджа Бхушана. Незважаючи а те, що протестувальники підтримували кандидатуру чемпіонки Ігор Співдружності 2010 Аніти Шеоран, на посаду президента Федерації обрали близького помічника Бріджа Бхушана Санджая Кумара Сінгха. Після того, як Баджранг Пунія і Вінеш Фогат на знак протесту повернули свої нагороди урядові Інії, а Сакші Малік заявила про свій відхід зі спорту, Міністерство спорту Індії призупинило роботу новообраної Федерації боротьби Індії, посилаючись на «відверте нехтування нормами та спортивним кодексом».

### Родина
У листопаді 2020 одружився із Сангітою Фогат, яка є наймолодшою із знаменитих сестер Фогат), які є провідними в Індії борчинями. Сангіта — бронзова призерка чемпіонату Азії, срібна призерка чемпіонату Співдружності.

## Нагороди
У серпні 2015 році за спортивні досягнення від уряду Індії Баджранг Кумар був нагороджений премією «Арджуна».
Він був визнаний борцем року «Times of India Sports Awards» за 2017 рік.
У січні 2019 року отримав державну нагороду Індії Падма Шрі.
Того ж року нагороджений найвищою спортивною нагородою Індії — премією «Кхел Ратна».
У грудні 2023 року Баджранг повернув свою нагороду Падма Шрі уряду, протестуючи проти обрання Санджая Сінгха, лояльного до Бріджа Бхушана Шарана Сінгха, президентом Федерації боротьби Індії. Він прямував до резиденції прем'єр-міністра Нарендри Моді, щоб висловити своє невдоволення. Однак, досягнувши доріжки Картавія біля резиденції прем'єр-міністра, поліція Делі зупинила його. Тоді на знак протесту він поклав нагороду Падма Шрі на пішохідну доріжку біля резиденції.

## Спортивні результати на міжнародних змаганнях

### Виступи на Олімпіадах
| Змагання                    | Збірна | Вагова категорія          | Місце  |
| --------------------------- | ------ | ------------------------- | ------ |
| Літні Олімпійські ігри 2020 | Індія  | вільна боротьба, до 65 кг | Бронза |

### Виступи на Чемпіонатах світу
| Змагання                        | Збірна | Вагова категорія          | Місце  |
| ------------------------------- | ------ | ------------------------- | ------ |
| Чемпіонат світу з боротьби 2013 | Індія  | вільна боротьба, до 60 кг | Бронза |
| Чемпіонат світу з боротьби 2015 | Індія  | вільна боротьба, до 61 кг | 5      |
| Чемпіонат світу з боротьби 2016 | Індія  | вільна боротьба, до 61 кг | 9      |
| Чемпіонат світу з боротьби 2017 | Індія  | вільна боротьба, до 65 кг | 13     |
| Чемпіонат світу з боротьби 2018 | Індія  | вільна боротьба, до 65 кг | Срібло |
| Чемпіонат світу з боротьби 2019 | Індія  | вільна боротьба, до 65 кг | Бронза |
| Чемпіонат світу з боротьби 2022 | Індія  | вільна боротьба, до 65 кг | Бронза |

### Виступи на Чемпіонатах Азії
| Змагання                       | Збірна | Вагова категорія          | Місце  |
| ------------------------------ | ------ | ------------------------- | ------ |
| Чемпіонат Азії з боротьби 2013 | Індія  | вільна боротьба, до 60 кг | Бронза |
| Чемпіонат Азії з боротьби 2014 | Індія  | вільна боротьба, до 61 кг | Срібло |
| Чемпіонат Азії з боротьби 2016 | Індія  | вільна боротьба, до 65 кг | 10     |
| Чемпіонат Азії з боротьби 2017 | Індія  | вільна боротьба, до 65 кг | Золото |
| Чемпіонат Азії з боротьби 2018 | Індія  | вільна боротьба, до 65 кг | Бронза |
| Чемпіонат Азії з боротьби 2019 | Індія  | вільна боротьба, до 65 кг | Золото |
| Чемпіонат Азії з боротьби 2020 | Індія  | вільна боротьба, до 65 кг | Срібло |
| Чемпіонат Азії з боротьби 2021 | Індія  | вільна боротьба, до 65 кг | Срібло |

### Виступи на Азійських іграх
| Змагання                        | Збірна | Вагова категорія          | Місце  |
| ------------------------------- | ------ | ------------------------- | ------ |
| Азійські ігри 2014              | Індія  | вільна боротьба, до 61 кг | Срібло |
| Азійські ігри в приміщенні 2017 | Індія  | вільна боротьба, до 65 кг | Золото |
| Азійські ігри 2018              | Індія  | вільна боротьба, до 65 кг | Золото |

### Виступи на Кубках світу
| Змагання                    | Збірна | Вагова категорія          | Місце |
| --------------------------- | ------ | ------------------------- | ----- |
| Кубок світу з боротьби 2014 | Індія  | вільна боротьба, до 61 кг | 6     |
| Кубок світу з боротьби 2016 | Індія  | вільна боротьба, до 61 кг | 7     |
| Кубок світу з боротьби 2017 | Індія  | вільна боротьба, до 65 кг | 8     |

### Виступи на Іграх Співдружності
| Змагання                | Збірна | Вагова категорія          | Місце  |
| ----------------------- | ------ | ------------------------- | ------ |
| Ігри Співдружності 2014 | Індія  | вільна боротьба, до 61 кг | Срібло |
| Ігри Співдружності 2018 | Індія  | вільна боротьба, до 65 кг | Золото |
| Ігри Співдружності 2022 | Індія  | вільна боротьба, до 65 кг | Золото |

### Виступи на чемпіонатах Співдружності
| Змагання                                | Збірна | Вагова категорія          | Місце  |
| --------------------------------------- | ------ | ------------------------- | ------ |
| Чемпіонат Співдружності з боротьби 2016 | Індія  | вільна боротьба, до 65 кг | Золото |
| Чемпіонат Співдружності з боротьби 2017 | Індія  | вільна боротьба, до 65 кг | Золото |

### Виступи на інших змаганнях
| Змагання                                 | Збірна | Вагова категорія                   | Місце  |
| ---------------------------------------- | ------ | ---------------------------------- | ------ |
| Міжнародний меморіал Дейва Шульца 2013   | Індія  | вільна боротьба, до 60 кг          | Срібло |
| Міжнародний меморіал Дейва Шульца 2014   | Індія  | вільна боротьба, до 65 кг          | 5      |
| Турнір міста Сассарі з боротьби 2014     | Індія  | вільна боротьба, до 65 кг          | Срібло |
| Міжнародний меморіал Дейва Шульца 2015   | Індія  | вільна боротьба, до 61 кг          | Золото |
| Pro Wrestling League 2015                | Індія  | команда                            | 4      |
| Кубок мера Пуна з боротьби 2016          | Індія  | вільна боротьба, до 65 кг          | Золото |
| Pro Wrestling League 2017                | Індія  | команда                            | 5      |
| Турнір Дана Колова — Николи Петрова 2017 | Індія  | вільна боротьба, до 65 кг          | Срібло |
| Pro Wrestling League 2018                | Індія  | команда                            | Бронза |
| Турнір Ібрагіма Мустафи 2018             | Індія  | вільна боротьба, до 70 кг          | Золото |
| Pro Wrestling League 2019                | Індія  | команда                            | 6      |
| Pro Wrestling League 2019                | Індія  | команда                            | Срібло |
| Турнір Дана Колова — Николи Петрова 2019 | Індія  | вільна боротьба, до 65 кг          | Золото |
| Турнір Алі Алієва 2019                   | Індія  | вільна боротьба, до 65 кг          | Золото |
| Grapple at the Garden 2019               | Індія  | Multiple Style Event, до LL65,0 кг | Срібло |
| Турнір Г. Картозія і В. Балавадзе 2019   | Індія  | вільна боротьба, до 65 кг          | Золото |
| Турнір Маттео Пелліцоне 2020             | Індія  | вільна боротьба, до 65 кг          | Золото |
| Турнір Маттео Пелліцоне 2021             | Індія  | вільна боротьба, до 65 кг          | Золото |
| Кубок Болата Турлиханова 2022            | Індія  | вільна боротьба, до 65 кг          | Бронза |

### Виступи на змаганнях молодших вікових груп
| Змагання                                      | Збірна | Вагова категорія           | Місце  |
| --------------------------------------------- | ------ | -------------------------- | ------ |
| Чемпіонат Азії з боротьби серед кадетів 2010  | Індія  | вільна боротьба, до 50 кг  | Золото |
| Чемпіонат Азії з боротьби серед кадетів 2011  | Індія  | вільна боротьба, до 54 кг  | Золото |
| Чемпіонат Азії з боротьби серед юніорів 2012  | Індія  | вільна боротьба, до 60 кг  | Срібло |
| Чемпіонат світу з боротьби серед юніорів 2012 | Індія  | вільна боротьба, до 60 кг  | 8      |
| Чемпіонат світу з боротьби серед юніорів 2012 | Індія  | пляжна боротьба, до M70 кг | 8      |
| Чемпіонат світу з боротьби до 23 років 2017   | Індія  | вільна боротьба, до 65 кг  | Срібло |